# Aristòmac (escultor)
Aristòmac (en llatí Aristomachos, en grec antic Ἀριστόμαχος) fou un escultor grec nascut a la regió del riu Estrímon.
És conegut per un epigrama d'Antípater de Tessalònica conservat a l'Antologia palatina que descriu una obra seva. L'obra mostrava tres heteres que portaven una ofrena al temple d'Afrodita. Per la descripció no se sap ben bé si era una escultura o un relleu. La seva època no està determinada.